# В старом Чикаго
«В старом Чикаго» (англ. In Old Chicago) — американский кинофильм, поставленный в жанре исторической драмы с элементами фильма-катастрофы в 1937 году режиссёром Генри Кингом. По рассказу Нивена Буша «Мы, О’Лири». В центре фильма история трёх сыновей вдовы Молли О’Лири — Боба, Дайона и Джека. После огромного коммерческого успеха студии MGM с фильмом «Сан-Франциско» (1936, в котором с размахом показано разрушительное землетрясение, обрушившееся на город в 1906-м году), кинокомпания «20-й век — Фокс», возглавляемая амбициозным Дэррилом Ф. Зануком, решила создать собственную версию масштабной картины бедствий. Когда «Уорнер бразерс» отказалась от превращения чикагского пожара 1871 года в высокобюджетное предприятие, «Фокс» — у которого на примете не было ничего другого — начал разрабатывать свой проект на этой тематике. Этот эпический проект обошёлся студии почти в два миллиона долларов, четверть из которых пошла на постановку пожара. На момент выпуска фильм считался самой дорогой постановкой из когда-либо сделанных. Хотя исторически точный в некоторых отношениях, основная сюжетная линия и персонажи являются чистой выдумкой. По легенде корова миссис О'Лири была виновницей пожара, ударив ногой по фонарю, но позднее журналист, написавший об этом в газете в дни чикагского пожара, признал, что он выдумал эту историю.

## Сюжет
В 1854 году ирландский иммигрант Патрик О’Лири, направлявшийся в крытом фургоне со своей женой и тремя маленькими сыновьями в Чикаго, погиб, устроив гонку наперегонки с поездом, во время которой его повозка перевернулась. Перед смертью он даёт напутствие сыновьям Джеку, Дайону и Бобу: строить и расти вместе с Чикаго, который, по его прогнозам, однажды станет центром страны. Похоронив мужа и прибыв в Чикаго, Молли О’Лири открывает успешную французскую прачечную.
Проходит более десятилетия. В 1867 году корова Молли по кличке Дэйзи пинает её младшего сына Боба в объятия Гретхен, девушки работавшей в прачечной миссис О’Лири, и вскоре они женятся. Дайон, игрок, влюбляется с первого взгляда в красавицу Белл Фосетт, недавно прибывшую певицу в салун The Hub, находящийся в престижной части города, известного как The Patch («Участок»). После нескольких неудачных попыток приблизиться к Белл, Дайон появляется в её гримёрке, борется с ней, катаясь по полу, целует её в ухо и преуспевает в том, чтобы заинтересовать её своим предложением: открыть новый салун на паях, который бы конкурировал с The Hub. Их салун оказывается очень популярным, и Гил Уоррен, владелец The Hub закрывает своё заведение и даёт Дайону 10 000 долларов, чтоб он поддержал его кандидатуру на выборах мэра. Однако, Дайон тайно организует комитет, чтобы поддержать на городских выборах в мэры кандидатуру своего брата Джека, идеалистического адвоката, взявшегося бы за городские реформы. Джек принимает предложение, но предупреждает Дайона, что если он выиграет выборы, то уничтожит коррупцию в районе The Patch, к которой причастен и его братец.
Чтобы предотвратить победу Уоррена, Дайон организовывает драку в день выборов, в результате которой члены избирательного штаба Уоррена были арестованы на сутки и не смогли участвовать в выборах. Джек избран мэром. Вскоре он объявляет компанию против коррупции, направленную на вотчину его брата в районе The Patch, который он намерен снести. Белл и Дайон уже помолвлены, но разлучаются, когда Джек просит её поддержать его. Когда Дайон понимает, что Белл может дать показания против него, он просит её выйти за него замуж, делая её показания неприемлемыми (жена не может свидетельствовать против мужа). Джек, на правах мэра зарегистрировавший их брак, понимая, что Дайон его одурачил, в ярости накидывается на брата с кулаками.
Миссис О’Лири рассказывают о драке в то время, когда она возилась в сарае с коровой Дэйзи. В своём бедственном положении, она уходя оставила горящую керосиновую лампу в сарае, и Дэйзи, лягнув, перевернула её. Начинается пожар. Вскоре весь район The Patch в огне. Дайон, Уоррен и их друзья убеждены, что это Джек поджёг район, ведь он сам грозился его уничтожить. Люди Уоррена ищут Джека в поисках мести. Когда Дайон узнаёт от младшего брата Боба, как на самом деле начался пожар, он бросается на помощь Джеку, но было уже слишком поздно. Один из головорезов Уоррена подстрелил Джека, а затем его, раненного и еле передвигающегося, накрыло падающим зданием.
Дайон и Боб помогают спастись жене Боба, Гретхен и их ребёнку, пока Белл спасает миссис О’Лири. Множество голов крупного рогатого скота во время пожара вырвались из загона и помчались по городским улицам, сминая и растаптывая всё и всех на своём пути. Уоррен погибает, растоптанный скотом. На южном берегу реки среди бесчисленных погорельцев Дион находит Белл и свою мать. Наблюдая за горящим городом на расстоянии, Дайон и Молли говорят о том, что мечта Патрика и Джека увидеть построенным великий город будет осуществлена.

## В ролях
- Тайрон Пауэр — Дайон О'Лири
- Элис Фей — Белл Фосетт
- Дон Амичи — Джек О'Лири
- Элис Брейди — Молли О'Лири
- Дж. Энтони Хьюз — Патрик О'Лири
- Том Браун — Боб О'Лири
- Энди Дивайн — Пиккль Биксби
- Брайан Донлеви — Гил Уоррен
- Филлис Брукс — Энн Колби
- Сидни Блэкмер — генерал Фил Шеридан
- Бертон Черчилль — сенатор Колби
- Джун Стори — Гретхен
- Пол Хёрст — Эдвард (Митч)
- Фрэнсис Форд — водитель

## Премьеры
- — мировая премьера фильма состоялась 6 января 1938 года в Нью-Йорке[3].
- — европейская премьера прошла 31 марта 1938 года в Париже (Франция[3].
- — 11 июля 1938 года фильм вышел в прокат в Германии[3].
- — 7 сентября 1938 года фильм вышел в прокат в Аргентине[3].
- — в феврале 1939 года фильм вышел в прокат в Японии[3].
- — с 15 апреля 1938 года фильм демонстрировался на всей территории Соединённых Штатов[3].
- — в советском прокате с 21 июня 1943 года[3].
- — с 9 января 1961 года фильм вышел в повторный прокат в СССР[3].

## Премии и номинации
Эта крупнобюджетная картина — одна из самых дорогостоящих в 30-е годы в США, но при этом стопроцентно авторский фильм. Конечно, это зрелищное полотно, но ещё главнее в ней нравственная и критическая сторона: фильм доносит свою мысль не красивыми словами, а драматическим нагнетанием событий, меняющейся интонацией и особенностями режиссуры. Кинг, всегда сторонившийся моды на эпос, рассказывает о своём городе сухо, досконально изучая характеры персонажей и обходя многие опасные ловушки: главным образом, сентиментальность и самоуверенность...
Наконец, стоит напомнить, что с точки зрения зрелищности (финальные сцены пожара остаются непревзойдёнными в своём роде) и с точки зрения смысловой насыщенности «В старом Чикаго» на две головы возвышается над прочими фильмами-катастрофами того периода («Сан-Франциско», San Francisco, реж. В.С. Ван Дайк, 1936; «Ураган», The Hurricane, реж. Джон Форд, 1937; «Пришли дожди», The Rains Came, реж. Кларенс Браун, 1939).
10-я церемония вручения наград премии «Оскар» (1938)
Выиграны:
- премия лучшей актрисе второго плана — Элис Брэйди
- премия лучшему ассистенту режиссёра — Роберт Д. Уэбб

Номинации:
- Лучший фильм 1937 года
- Лучший оригинальный сюжет — Нивен Буш
- Лучший звук — Эдмунд Х. Хансен
- Лучшая музыка к фильму — Луис Сильверс (музыкальный директор)

## О фильме
Фильм был снят в Калифорнии, в Окдейле.
Во время предварительного производства MGM объявил о том, что популярная в те годы «платиновая блондинка» Джин Харлоу, которая была на контракте с этой студией, будет отдана в аренду «20-й век — Фокс» для съёмок в «В старом Чикаго» на роль Белл Фосетт. Однако, из-за преждевременной кончины Харлоу, роль досталась Элис Фей. Популярность Фей взлетела в результате этой картины, и в том же году она воссоединилась со своими партнёрами по этому фильму, Тайроном Пауэром и Доном Амичи для съёмок в новом проекте «Рэгтайм Бэнд Александра», который оказался ещё более успешным.
Согласно общепринятому мнению, Брюс Хамберстоун руководил съёмками эпизода с пожаром и частично — созданием спецэффектов для фильма. По мнению Генри Кинга, именно из-за того, что Хамберстон поднял слишком много шумихи вокруг своего участия в работе над фильмом, сам Кинг не был выдвинут на «Оскар» за лучшую режиссуру: правила номинации запрещают выдвигать 2 имени за 1 фильм.